# B-24 Либърейтър
Консолидейтед B-24 „Либърейтър“ (на английски: Consolidated B-24 Liberator) е тежък стратегически бомбардировач, разработен от американската фирма „Консолидейтед“ (Consolidated) – Форт-Уорт и Сан-Диего.
На 30 март 1939 г. е сключен контракта с армията на САЩ за приемането му на въоръжение. Опитния му прототип извършва първи полет на 29 декември 1939 г. Обичайния му по конструкция фюзелаж има височина позволяваща бомбовия отсек да бъде запълнен вертикално с до 3629 кг. бомби. По време на бомбардировки люковете му се отварят посредством натегнати и инсталирани във фюзелажа ролкови водачи. Това конструктивно решение позволява по-малко съпротивление в сравнение с конвенционалните бомбардировчи. Самолетът притежавал прибиращо се триколно шаси с носова стойка, а двигателите му са четири Pratt & Whitney R-1830-33 Twin Wasp.
Либърейтър-ът е най-масовия бомбардировач в авиационната история. Използва се широко и най-вече на европейския театър на бойните действия срещу Германия и нейните съюзници по време на Втората световна война.
С „освободителите“ са нанесени и най-тежките бомбардировки в историята на Балканите и българските земи в частност (виж бомбардировки на България и бомбардировки на земите под български контрол), благодарение на достигането им в обсега на Либърейтърите след овладяването на Сицилия и част от Южна Италия в операция Хъски. В основна военна база се превръща летището във Фоджа, след като предходно и този град е сринат от бомбардировки.

## История по създаването
Разработката на B-24 започва по поръчка на ВВС на САЩ в 1938 г. Той е част от цялостната програма за разширяване на промишления капацитет за нуждите на американските военновъздушни сили. През януари 1939 г. ВВС го официално утвърждават със заповед (спецификация C-212) за проектиране, който да подмени B-17 и да го превъзхожда по всички основни характеристики: обхват и скорост на полета и въоръжение.
Договорът за създаване на прототипа е подписан през март 1939 г., с условието, че този прототип ще бъде завършен преди края на годината. Създаването на прототипа изглежда концептуално доста просто, но на практика се оказва изключително енергоемко.
В сравнение със съществуващия по това време американски самолет-бомбардировач B-17 е разработено по-късо и по-малко на площ крило с 25%. В същото време крилото му е значително по-дълго, а самолетът е оборудван и с нов прототип четиринадесетцилиндров (вместо деветцилиндров) двигател/и с капацитет 1000 конски сили. Прототипът е имал маса 32 тона, което го прави един от най-тежките за времето си.
При проектирането му се прилагат цяла серия нови технологични американски решения в самолетната индустрия. По-специално, за първи път се използва триколно шаси за кацане, аеродинамичната конфигурация Дейвис (позиция на крилата подобни на летящи лодки). Характерна черта е и наличието на достатъчно дълга опашка на самолета.
Стендовите му изпитания в аеродинамичния тунел показват, че прототипа като въздухоплавателното средство притежава и високи летателни характеристики, подсигуряващи добри височина, дължина и скорост на полета.
Готовият прототип маркиран като XB-24 излита на 29 декември 1939 г. През 1940 г. са изработени 7 нови самолета по опитния му образец, маркирани като YB-24. Това е началото на подготовката за масовото му производство.
Първоначалния план-поръчка предвиждал производството на 36 бомбардировача за нуждите на Военновъздушните сили на САЩ, 120 за френските ВВС и 164 за Кралските военновъздушни сили на Великобритания, обаче развоя на Втората световна война и категоричната победа на Вермахта в битката за Франция променят коренно първоначалния план-замисъл. Почти всички първо произведени самолети са доставени в Англия, включително и онези от машините които не са били предадени фактически на Франция във връзка с нейната капитулация през 1940 г.

## Интересни факти
Либърейтъри е имало на въоръжение и в Червената армия по програмата Заем-Наем, след като положението на Източния фронт става критично за Съветите през лятото на 1942 г. с победата на Вермахта в битката при Харков в началото на лятото на 1942 г. Самолетите са доставени през ноември 1942 г. с началото на решаващата битка при Сталинград.
Либърейтъри е имало на въоръжение и в китайската и в турската армия, като няколко трофейни машини са били и обособени в подразделение на Луфтвафе.

## Модификации и серийно производство
- Прототип ХВ-24А. Строежа на прототипа продължава осем месеца и 28 дни, т.е. изпълнен е с рекардно темпо. финалния монтаж започва на 26 октомври и завършва през декември. за първия си полет прототипът с номер 39 – 556 излита от летище Линберг Филд в сан Диего на 29 декември 1939 г. Пилот е Уилям Уитли. Самолетът лети относително правилно, а крилото на Дейвис се доказва на практика. Все пак достигнатата максимална скорост 439 км/ч, е доста по-ниска от заложената. Тестовете проведени от заводски и военни пилоти, продължават до 9 юни 1940 г. На 13 август машината е одобрена от корпуса на военновъздушните сили на САЩ. Направени са промени и по конструкцията. Срещу оледеняването на краищата на крилото и стабилизатора са прибавени гумени пневматични размразители по системата Годрих. Калибърът на отбранителното въоръжение е увеличен до 12.7 mm. Британците дават на самолета наименованието Liberator (освободител). Серията проектирана за Франция получава обозначението LB-30MF (Lamb Bomber, 30-и експортен модел на заводите Consolidated, Mission francais).
- Прототип ХВ-24В. Това обозначение получава прототипа след поредните промени. Двигателите P&W R-1830-33 са заменени от версия R-1830-41 със същата мощност, но с нови турбокомпресори Дженерал Електрик В-2, доста по-ефективни от дотогавашните двускоростни. Това позволява задържане на мощността на височина над 6000 м и достигане на максимална скорост 500 км/ч. Планирано е монтирането на електрически двигателни помпи, бронепокритие на гондолите за двигателите и увеличаване на размаха на хоризонталния стабилизатор с 61 см. Масата на самолета нараства от 17370 на 18 600 кг. Серийният намер е променен на 39 – 680. Първият полет на преустроения прототип е на 1 февруари 1940 г.
- Прототип YB-24. Първоначално е планирано използването на седем YB-24 за експлоатационни тестове. Случва се обаче друго и шест от тях достигат до Великобритания. Тази ситуация е следствие от приемането на RAF френския договор BRA 5068 и шест бомбардировача LB-30А и на договор BRA 5068 и шест бомбардировача LB-30В и 139 разузнавателни бомбардировача RLB-30. В желанието си да го произведат по-бързо заводите Consolidated получава съгласие за изпращане на шест експериментални машини и 20 В-24А. Седмият YB-24, с обозначение В-24, е завършен през януари 1941 г. и е доставена на USAAC (United States Army Air Corps – корпус на военновъздушните сили на САЩ) през май. този самолет е оборудван с картечници с калибър 12,7 мм.
- LB-30А Liberator. Шестте самолета LB-30А са почти еднакви с ХВ-24А. Използвани са същите двигатели. След доработката самолетите успяват да постигнат максимална скорост 450 км/ч. и пределна височина 8230 м. Въоръжението се състои от шест картечници 7,69 мм на предната, задната и четирите странични установки. След акцептиране на машините от британска страна те са изпратени в Канада откъдето прелетяват 4817 км. до Шотландия. Тъй като не притежават самохерметизиращи се резервоари за гориво, те са разоръжени и пренасочени към транспортната авиация
- LB-30B Liberator I. Серията от 20 броя LB-30В е почти еднаква с предната версия. Малко по-различно е въоръжението. На задната установка има две картечници, а на предната, двете странични и задната долна – по една. Самолетите предадени на Монреал, получават сериен номер АМ910-АМ929 и наименованието Liberator I. След полет до Великобритания в средата на 1941 г. е взето решение за пренасочването им към Coastal Command (крайбрежна въздушна отбрана). В тях са инсталирани радари ASV Mk II с антени под крилото и задната част на фюзелажа. В задната част на бомбената камера има подводни бомби, а под предната е разположен контейнер с четири оръдия 20 мм. Инсталирани са британски картечници калибър 7,69 мм. Екипажът се състои от седем летци
- В-24А Liberator. След доставката през май на самотния YB-24 през лятото заводите Consolidated предават още осем подобни машини, обозначени като В-24А. Те са въоръжени с картечници калибър 12,7 мм. Всичките 9 самолета се използват като транспортни, които превозват екипажите на бомбардировачите до Великобритания. През септември 1941 г. два самолета са дадени на посолството на Москва. Следващите два извършват шпионски полети над тихия океан, по време на които единият е изгубен.
- LB-30C Liberator II. Поредната версия получава удължен с 0,92 м фюзелаж и въоръжение с кули. Първите удължени самолети стигат до RAF Liberator Mk II. Британците монтират собствено въоръжение. На гърба на самолета е монтиран купола Boulton Paul Mk V с четири картечници 7,69 мм, а в задната част на фюзелажа – кула Boulton Paul Mk II, също с четири картечници. На страничните установки са монтирани двойни картечници 7,69 мм, а на предната и долната – единични. С други думи общо 14 оръдия. Първият доставен LB-30C Liberator II се разбива, в катастрофата загива Уилям Уитли. Инцидентът е причина за спиране на доставките за два месеца. Възобновени са една през август 1941 г. Поръчани са 139 самолета от тази версия, част от тях стигат до транспортната авиация.
- LB-30 Liberator. Американският вариант на тази версия е LB-30. При него е запазена старата задна стрелкова установка, а в кулата Martin на гърба са разположени две картечници 12,7 мм. Това са машини построени за RAF и приети от USAAC след японската атака над Пърл Харбър. Над Тихия океан се използват 46 от тези машини. От останалите самолети шест са изгубени при инциденти, а 23 след време са върнати на британците. Тази версия се използва като бомбардировач. Транспортната версия е лишена от въоръжение, получава вход за натоварване от лявата страна и пътническа кабина.
- B-24С Liberator. След изпитанията на ХВ-24в е взето решение за построяване на подобна серийна версия. Самолетът обозначен като В-24с, получава на гърба на фюзелажа зад кабината кула Martin А-3 с две картечници 12,7 мм. В задната част на фюзелажа е инсталирана кула Consolidated А-6А с идентично въоръжение. Единични картечници има на двете странични установки, на предната и на долната. Построени са само две машини от тази версия, доставени от декември 1941 г. до февруари 1942 г. Тези самолети се задвижват от двигатели R-1830-41
- B-24D Liberator. Заедно с В-24С през ноември 1941 г., започва и монтажът на версия В-24D, оборудван с двигатели R-1830-43. При първите 76 машини в долната част на тила на фюзелажа е монтирана единична картечница 12,7 мм. След това, до 287-ия самолет, по-близко до бомбената камера е разположена дистанционно управляема кула Bendix с две картечници 12,7 мм. Тъй като тя била проблемна при употреба, при блоковете от В-24D-15-CO до B-24D-20-CO (СО означава заводите в Сан Диего, по-късно са въведени обозначения CF за Форт Уорт, DT за Тълса, FO за Уилоу Рън и NT за Далас) е върната единичната картечница. От самолетите 42 – 41164 започва да се монтира сферична кула Briggs-SperryA-13 с две картечници 12,7 мм, обслужвани от стрелец, който седи в нея. В самолетите на Форт Уорт тази кула не се инсталира. По време на производството обемът на резервоарите за гориво е увеличен до 10652 л. Допълнително в бомбената камера може да се съберат два резервоара по 1514 л, което увеличава запаса от гориво до 13680 л. От блок В-24D-15-CO започва използването на по-добри витла – Хамилтън Стандартик Хидроматик. От В-24D-25-CO до В-24D-140-CO в предната част на фюзелажа са монтирани две допълнителни картечници 12,7 мм. При последните производствени блокове от В-24D-140-CO до В-24D-170-CO, B-24D-20-CF, B-24D-1-DT и B-24D-5-DT са монтирани двигатели R-1830-65. Масата на последните серии нараства до 32300 кг. При по-късните блокове са монтирани изхвъргачи, които правят възможно окачването на бомби с маса 726 кг, а при последните блокове са добавени под вътрешната част на крилото бомбени изхвъргачи с маса 1814 кг. При последните производствени блокове екипажът се състои от 10 души. Заводите в Сан Диего произвеждат за 20 месеца общо 2425 броя B-24D в 35 блока. Заводите във форт Уорт построяват 303, а заводите в Тълса само 10, или общо 2738 броя. Освен това заводите Конвейер, Форд и Дъглас произвеждат общо 791 самолета от тази версия, обозначени като B-24E. Те нямат кули под фюзелажа. За сметка на това заводите Норт Американ в Далас построяват само 25 машини под собствено обозначение B-24G. Осем от тези самолети получават британците, които им дават обозначения Liberator VI (като B-24H и J). Невъоръжената транспортна версия е с обозначение С-87 Liberatore Express. Пет машини от нея са преустроени като тренировъчни АТ-22. За военноморските сили са построени 34транспортни RY-3. Общо са създадени 3879 самолета от всички версии В-24D. Морската версия на В-24 носи обозначението PB4Y-1, но само част от 977-те машини са базирани на версия D.
- „Liberator III/IIIA/GR V“. Британската авиация получава 366 самолета B-24D. B RAF Liberator III има картечници в предната част на фюзелажа, двойни картечници 7,69 мм в страничните установки, кула Мартин на гърба и кула Боултън Паул в задната част на фюзелажа. Машините в Кастал Команд получават допълнителни 8 изхвъргача за ракети 127 мм в предната част на фюзелажа и силен фар. 11 самолета с американско въоръжение са обозначени като Liberator IIIА. Вариантът с радар ASV под предната част на фюзелажа получава обозначението Liberator GR V. до канадската авиация достигат 19 машини, оборудвани по този начин. На Liberator III летят в RAF полските пилоти от 1586-а ескадрила.
- „XB-41 Gunship“. В края на 1942 г. B-24D 41 – 11822 е преустроен за експортен самолет, въоръжен с 14 картечници 12,7 мм. На гърба му е добавена втора кула Мартин, а под предната част на фюзелажа, кула Бендикс. На страничната установка са инсталирани двойни картечници. Предната кула на фюзелажа е повдигната. Обхвата на амунициите нараства до 12420 патрона на установките и 4000 в запас. Допълнителното въоръжение и бронепокритието са причина за увеличаване на масата до 28577 кг. Самолетът отстъпва по скорост на обикновените бомбардировачи и по-нататъшните опити са замразени.

Ползвател на В-24 е Австралия (12 броя). Една машина лети в Съветския съюз. Придобитите самолети са тествани в Германия, Румъния и Италия.